# Soldiers at War
Soldiers at War est un jeu vidéo de tactique au tour par tour développé par Random Games et publié par Strategic Simulations en mars 1998. Le jeu se déroule pendant la Seconde Guerre mondiale, le joueur contrôlant une escouade de huit soldats au cours d’une campagne composées de quinze missions historiques commençant en Afrique du Nord et se terminant en Allemagne. 

## Système de jeu
Soldiers at War est un jeu de tactique au tour par tour dans la lignée de Wages of War dont il transpose le système de jeu au contexte historique de la Seconde Guerre mondiale. Le joueur dirige un groupe de huit soldats américains au cours d’une campagne, composées de quinze scénarios, ou de missions individuelles. Les scénarios proposent différents types d’objectif, incluant des missions de reconnaissance, de déminage, de sabotage, d’espionnage, d’évacuation ou de prise d’un objectif. Ils se déroulent dans différents types d’environnement, incluant l’Afrique du Nord et l’Allemagne. Le jeu intègre un mode multijoueur qui permet à jusqu’à quatre joueur de s’affronter en réseau local ou sur Internet. Il propose également un éditeur de scénarios qui permet de créer de nouvelles missions, ou de modifier la cinquantaine de missions présentes dans le jeu.
Avant de débuter un scénario, un capitaine décrit au joueur sa mission et ses objectifs, qui sont ensuite consultables tout au long de la partie. Le joueur peut ensuite sélectionner ses hommes parmi les 36 soldats proposés dans le jeu et éventuellement modifier leur équipement. Le jeu se joue entièrement à la souris et se déroule au tour par tour avec un système de point d’action. Chaque soldat en dispose d’un certain nombre par tour que le joueur peut dépenser, pour le faire se déplacer ou tirer, ou qu’il peut conserver pour lui permettre d’effectuer des tirs de réaction lors du tour adverse. Pour cela, le joueur sélectionne les ordres qu’il veut donner à ses unités par l’intermédiaire des icônes d’un menu, qui apparait à la suite d'un clic sur le bouton droit de la souris. Outre les actions de base (se déplacer, tirer…), les soldats peuvent réaliser des actions spécifiques comme visiter un bâtiment, utiliser un véhicule blindé ou récupérer du matériel. Les soldats sont caractériser dans huit domaines (compétence, initiative, agilité, précision…) qui déterminent sont efficacité au combat. Ils gagnent de l’expérience au fur et à mesure des missions de la campagne. Ils peuvent également être récompensé par des médailles en cas d’acte héroïque, ou au contraire être envoyé en cour martiale s’ils font n’importe quoi. 

## Accueil
| Soldiers At War |      |       |
| Média           | Pays | Notes |
| Cyber Stratège  | FR   | 3.5/5 |
| Game Revolution | US   | B     |
| GameSpot        | US   | 80 %  |
| Gen4            | FR   | 2/5   |
| Joystick        | FR   | 80 %  |

## Postérité
Après avoir développé Soldiers at War, Random Games s’appuie sur son moteur de jeu pour créer un nouveau jeu de tactique au tour par tour, se déroulant dans l’univers du jeu de figurines Warhammer 40,000. Baptisé  Warhammer 40,000: Chaos Gate, celui-ci est publié par Strategic Simulations en octobre 1998. Il met le joueur aux commandes d’une escouade de Space Marines au cours d’une campagne qui l’oppose aux forces du chaos.